# Дон
Вижте пояснителната страница за други значения на Дон.
Дон (при древните гърци Гиргис, Танаис, Тан на старогръцки: Τάναις; на латински: Tanais, в Средновековието Голям Дон) е 12-ата по дължина река в Русия и 5-ата в Европа след Волга, Дунав, Урал и Днепър. Дължината ѝ е 1870 km. Влива се в Таганрогския залив на Азовско море.

## Етимология
Името на реката има индоирански корен, от думата на авестийски: dānu – река, древноиндийски: dānu – капки, роса, сълзлива течност.
Руското наименование на реката произлиза от скитската дума „dānu“. Осетинският език, като наследник на аланския съдържа корена на думата don (река, вода).
В Осетия, която е малка част от историческа Алания, днес повечето реки носят окончанието „дон“ – Ардон, Фиагдон, Урсдон, Кармадон. Сходни по наименование са също реките Днепър, Днестър, Донец (и вероятно Дунав), които имат скитска етимология, тъй като те са в области, населявани от скитите.

## Географска характеристика

### Извор, течение, устие

#### Извор
Реката води началото си от северната част Средноруското възвишение на 236 m н.в. в парка на град Новомосковск, Тулска област.

### Горно течение
Горното течение на реката е 570 km, от извора до устието на десния ѝ приток – река Тихая Сосна. В този участък тече в южно направление през югоизточната част на Тулска област, централната част на Липецка област и северозападната част на Воронежка област. Долината ѝ е сравнително тясна, като десният ѝ бряг е висок (на места до 90 m) и силно разчленен от оврази и промойни, а левият е полегат. Коритото ѝ е с много завои и бързеи.

### Средно течение
Средното течение на реката се простира от устието на река Тихая Сосна до началото на Цимлянското водохранилище (около 800 km). След устието на Тихая Сосна Дон завива на изток, а след устието на река Икорек (ляв приток) – отново се насочва на юг, като следва това направление до устието на река Черна Калитва. След това посоката ѝ става югоизточна, навлиза в северната част на Ростовска област, от където започва голямата, изпъкнала на изток дъга на реката. Преди устието на големия си ляв приток Хопьор реката навлиза във Волгоградска област, постепенно завива на югоизток, след това на юг и накрая на югозапад, и северно от град Калач на Дон водите ѝ се вливат в голямото Цимлянско водохранилище. В този си участък реката заобикаля от югоизток крайните разклонения на Средноруските възвишения на около 60 km от река Волга, от която я отделя Приволжкото възвишение и тече на 40 m над нивото на Волга. По целия участък на средното ѝ течение долината ѝ значително се разширява, като се съпровожда с широка (при град Серафимович до 6 km) заливна тераса, осеяна с множество старици и изоставени езера. Десният ѝ бряг продължава да е по-висок, а левият – полегат. Преди навлизането си в Цимлянското водохранилище долината ѝ силно се стеснява между крайните югоизточни разклонения на Средноруските възвишения и западните части на Приволжкото възвишение. Тук в долината ѝ липсва заливна тераса.

### Долно течение
От град Калач на Дон до устието, на протежение от 500 km е долното течение на Дон. В началото посоката на реката е югозападна през Цимлянското водохранилище, а след изтичането си от него отново на територията на Ростовска област течението ѝ става в западна посока и запазва това направление до устието си. След изтичането си от Цимлянското водохранилище долината на реката става много широка (до 20 – 30 km) с широка заливна тераса, а дълбочината ѝ достига на места до 20 m. След град Ростов на Дон река Дон образува голяма (до 340 km2) делта, чрез която се влива в Таганрогския залив на Азовско море.

### Водосборен басейн, притоци

#### Водосборен басейн
Водосборният басейн на река Дон обхваща площ от 422 000 km2 и се простира на територията на Белгородска, Волгоградска, Воронежка, Курска, Липецка, Орловска, Пензенска, Ростовска, Рязанска, Саратовска, Тамбовска и Тулска област, Краснодарския и Ставрополски край и Република Калмикия в Русия, и Донецка, Луганска и Харковска област на Украйна.
Водосборният басейн на реката граничи с други 5 водосборни басейна:
- на югозапад – водосборните басейни на малки и къси реки, вливащи се от север в Азовско море;
- на запад – водосборния басейн на река Днепър;
- на север и изток – водосборния басейн на река Волга;
- на юг – водосборните басейни на реките Кубан и Кагалник.

#### Притоци
Река Дон получава около 90 притока с дължина над 25 km, от които 18 са с дължина над 100 km. По-долу са изброени тези 18 реки, като са показани на кой километър от течението се вливат (километрите се броят от устието към извора), техните дължини, площта на водосборните им басейни, дали са леви (←) или десни (→) притоци и къде се вливат:
Горно течение
← 1645 Красивая Меча 244 km, 6000 km2, при село Болшое Попово, Липецка област;
← 1608 Сосна 296 km, 17 400 km2, при село Засосенка, Липецка област;
→ 1403 Воронеж 342 km, 21 600 km2, южно от град Воронеж, Воронежка област;
← 1317 Потудан 100 km, 2180 km2, при село Ивановски, Воронежка област;
← 1299 Тихая Сосна 161 km, 4350 km2, при Дивногорския манастир, Воронежка област;
Средно течение
→ 1197 Битюг 379 km, 8840 km2, при село Ступино, Воронежка област;
← 1105 Черная Калитва 162 km, 5750 km2, при село Нова Калитва, Воронежка област;
← 1022 Богучар 101 km, 3240 km2, източно от град Богучар, Воронежка област;
→ 983 Толучеевка 142 km, 5050 km2, на 4 km южно от село Замосте, Воронежка област;
→ 823 Хопьор 979 km, 61 100 km2, при село Бобровски 1-ви, Волгоградска област;
→ 792 Медведица 745 km, 34 700 km2, на 5 km западно от град Серафимович, Волгоградска област;
→ 604 Иловля 358 km, на 8 km югозападно от посьолок Иловля, Волгоградска област;
Долно течение
← 456 Чир 317 km, 9570 km2, в северозападната част на Цимлянското водохранилище, югоизточно от град Суровикино, Волгоградска област;
→ Есауловски Аксай 179 km, 2590 km2, в източната част на Цимлянското водохранилище, при станица Пугачевская, Волгоградска област;
← 218 Северски Донец 1053 km, 98 900 km2, на 4 km южно от град Уст Донецки, Ростовска област;
→ 165 Сал 798 km, 21 300 km2, при град Семикаракорск, Ростовска област;
→ 99 Западен Манич 219 km, 35 400 km2, при станица Маничкая, Ростовска област;
← Тузлов 182 km, 4680 km2, в ръкава Аксай, при град Новочеркаск, Ростовска област.

### Хидроложки показатели
Басейнът на реката изцяло се намира в пределите на лесостепната и степната зона, което обяснява малкия отток на реката при голям водосборен басейн, в сравнение с реките в северната част на Европейска Русия (Северна Двина, Печора). Средният многогодишен отток на реката в устието е 935 m3/s (или 29,5 km3). Водният режим на реката е също типичен за реките от степната и лесостепната зона. Висок е процентът на снежното подхранване (до 70%) при сравнително слабо грунтово и дъждовно подхранване. Дон се отличава с високо пролетно пълноводие и ясно изразено маловодие през останалата част от годината. Есенното пълноводие е слабо изразено, а летните наводнения са крайно редки. Амплитудата на колебанието на речното ниво е значителна по цялото протежение на реката и достига до 8 – 13 m. В долното си течение реката широко се разлива и наводнява заливната си тераса. Пълноводието често се изявява във вид на две приливни вълни. Първата възниква за сметка на постъпването в коритото на реката на води от топенето на снеговете в най-южната част на водосборния ѝ басейн, а втората се образува от водите, постъпващи от горното течение на реката. Понякога при закъсняване на снеготопенето в долната част на реката двете вълни са застъпват и пълноводието става много голямо, но с по-малка продължителност. Реката замръзва в края на ноември или началото на декември. Ледовият режим продължава от 140 дни в горното течение до 30 – 90 дни в долното. В долното течение размразяването на реката започва в края на март и завършва в средата на април в горното течение. Ежегодно Дон внася в Азовско море до 14 млн. тона наноси и около 6,2 млн. тона минерални вещества.

## Селища
По течението на реката са разположени стотици населени места, в т.ч. 18 града:
- Тулска област – Новомосковск;
- Липецка област – Данков, Лебедян и Задонск;
- Воронежка област – Семилуки, Воронеж, Нововоронеж, Лиски и Павловск;
- Волгоградска област – Серафимович и Калач на Дон;
- Ростовска област – Волгодонск, Цимлянск, Константиновск, Семикаракорск, Аксай, Ростов на Дон и Азов.

## Стопанско значение
Регулярно корабоплаване по реката се извършва до град Лиски, Воронежка област (на 1355 km от устието), а през пролетното пълноводие корабоплаването е възможно до село Хлевное, Липецка област (на 1590 km от устието). По протежение от 130 km надолу по течението на Дон след Цимлянското водохранилище в Ростовска област за поддържане на необходимата дълбочина на реката за корабоплаване са изградени три хидровъзела с шлюзове: Николаевски (при станица Николаевска), Константиновски (при град Константиновск) и Кочетовски (при станица Кочетовска).
В района на град Калач на Дон течението на реката се приближава на около 70 km от река Волга. Преди близо 1000 години в този участък възниква волгодонският търговски път (на руски волгодонская перевалока), съществуващ до 1952 г., когато е построен Волгодонският плавателен канал, свързващ двете реки. В периода 1952 – 1955 г. в района на станица Цимлянская (сега град Цимлянск) на река Дон е изградена преградна стена с дължина 12,8 km, която повишава нивото на реката с 27 m и се създава Цимлянското водохранилище (обем 23,9 km3, дължина 260 km, ширина до 38 km и дълбочина до 8,8 m). В подножието на стената е изградена Цимлянската ВЕЦ, а водите на водохранилището се използват за напояване на обширните степни, безводни пространства в южната част от басейна на Дон.
Нагоре по течението на реката се превозват зърнени храни, въглища, метали, цимент, нефтопродукти, промишлени и продоволствени стоки и строителни материали, а надолу – минерални торове, сол, руди, промишлени и продоволствени стоки. По Волгодонския плавателен канал в посока Волга се транспортират въглища, зърнени храни и строителни материали, а обратно – дървен материал, сол, стомана, руда и минерални торове.

## Други
На Дон е наречена улица в кварталите „Горна баня“ и „Подлозище“ в София (Карта).